# سایپرسگاردنز (فلوریدا)
سایپرسگاردنز (به انگلیسی: Cypress Gardens) یک منطقهٔ مسکونی در ایالات متحده آمریکا است که در شهرستان پولک، فلوریدا واقع شده‌است. سایپرسگاردنز ۱۱٫۱ کیلومتر مربع مساحت و ۸٬۸۴۴ نفر جمعیت دارد و ۵۱ متر بالاتر از سطح دریا واقع شده‌است.